# Wainscott, New York
Wainscott är en liten by i kommunen East Hampton i Suffolk County i den amerikanska delstaten New York med 650 invånare (2010). Den har enligt United States Census Bureau en area på totalt 18,7 km². Byn har fått sitt namn efter Wainscott i England.